# Bodelning
Bodelning är den delning mellan makars egendom som skall ske vid äktenskapets upplösning genom den ene makens död eller äktenskapsskillnad. 
Bodelning behövs inte, om makarna endast har enskild egendom och ingen av dem begär att få överta bostad eller bohag från den andra maken. Delningen avser bara makarnas giftorättsgods, inte deras enskilda egendom. Samma regler gäller vid registrerat partnerskap. 
Grundregeln är alltså att makarnas giftorättsgods, efter avdrag för skulder, delas lika mellan dem. En make, vars giftorättsgods i värde överstiger den andra makens andel, har rätt att i stället för att lämna egendom till den andra maken betala motsvarande belopp i pengar. Om resultatet framstår som oskäligt så kan det jämkas (om till exempel makarna varit gifta endast en kort tid).
Om båda makarna är ense kan bodelning ske också under äktenskapet (utan att äktenskapsskillnad begärs). Detta innebär alltså att giftorättsgodset delas på samma sätt som vid bodelning förorsakad av äktenskapsskillnad.
Bodelning kan ske också vid upphörande av samboförhållande men omfattar då enbart samboegendom, det vill säga bostad och bohag som förvärvats för gemensamt begagnande.
Vid bodelning kan även reglerna om öppen eller dold samäganderätt vara tillämpliga. Makar och sambor kan vara samägare till viss egendom, till exempel den gemensamma bostaden.

## Bodelningsförrättare
En bodelningsförrättare förordnas av allmän domstol på ansökan av en make eller sambo, om parterna inte kan enas om att bodelning ska genomföras eller hur bodelningen ska ske. I förhållande till bodelningsförrättaren är båda betalningsansvariga, där kostnaden enligt regel delas lika av parterna.
Av RH 1995:50 framgår att bodelningsförrättare har förordnats av Svea hovrätt trots invändning om att all makarnas egendom var enskild. Vid valet av förrättningsman har särskild hänsyn tagits till önskemål från den av makarna som motsatt sig förordnandet.
Bodelning måste påkallas inom skälig tid och bodelningsförrättare har inte förordnats då bodelning inte påkallats förrän 24 år efter det att äktenskapet upplösts. Sambo måste påkalla bodelning och begära bodelningsförrättare inom ett år efter det att samboförhållandet upphört.

## Fotnoter
1. ↑  9 kap. 1 § Äktenskapsbalken (1987:230)
2. ↑  11 kap. 9 § Äktenskapsbalken (1987:230)
3. ↑  12 kap. 1 § Äktenskapsbalken (1987:230)
4. ↑  9 kap. 1 § 2 stycket Äktenskapsbalken (1987:230)
5. ↑  3 § Sambolagen (2003:376)
6. ↑  17 kap. 1 § Äktenskapsbalken (1987:230)
7. ↑  ”Vad säger äktenskapslagen?”. skilsmässa.se. Arkiverad från originalet den 10 juni 2012. https://web.archive.org/web/20120610182501/http://www.xn--skilsmssa-02a.se/aktenskapsbalken/. Läst 1 augusti 2012.
8. ↑  RH 1995:50
9. ↑  NJA 1993 s. 570